# Beroun
Beroun (německy Beraun, zastarale též Bern) je město v okrese Beroun ve Středočeském kraji a obec s rozšířenou působností. Leží na soutoku Berounky a Litavky, necelých 30 km jihozápadozápadně od centra Prahy. Žije zde přibližně 22 tisíc obyvatel. Stavebně je propojen se sousedním městem Králův Dvůr.

## Poloha

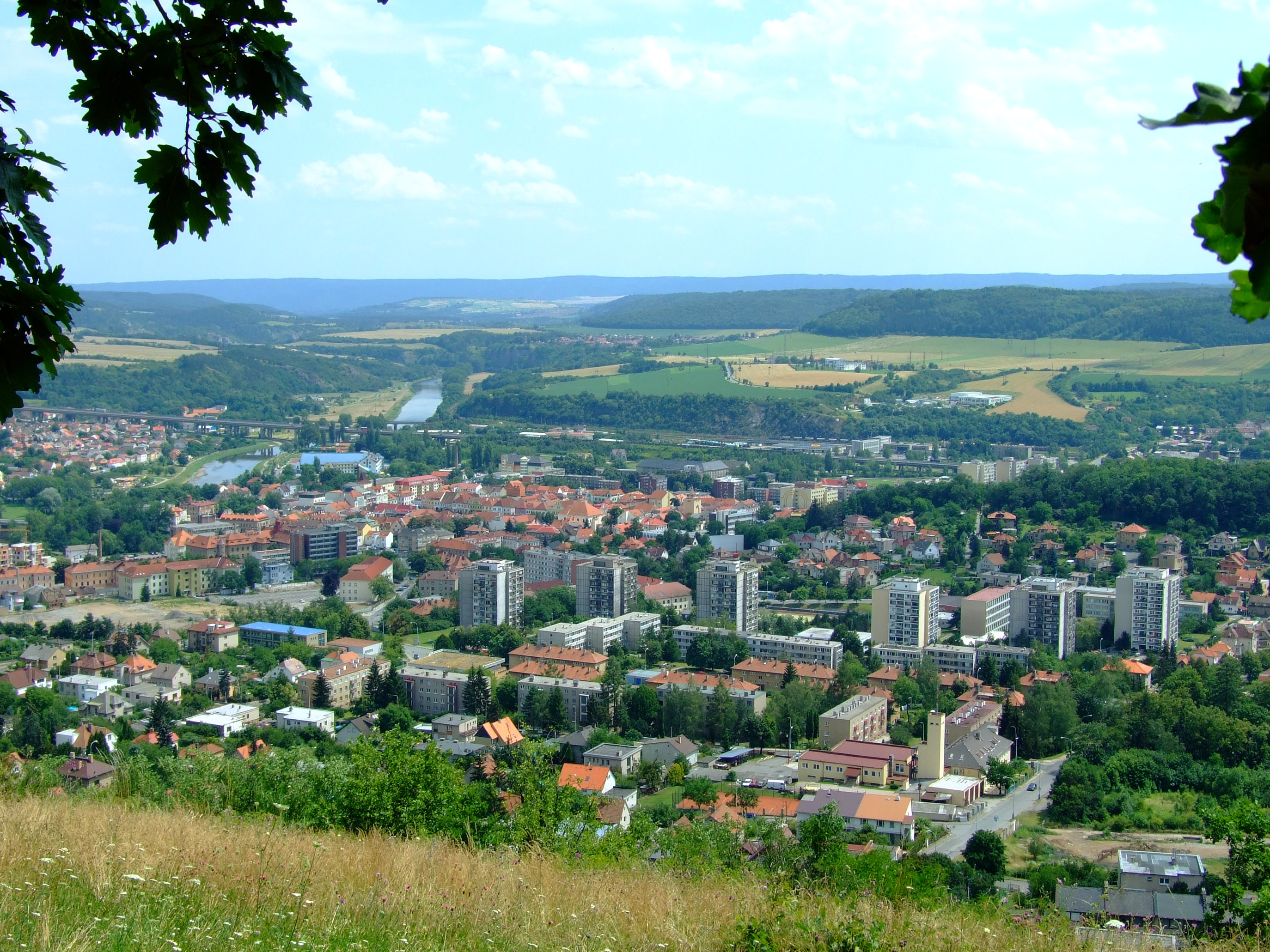
Výhled na město od severozápadu z masivu kopce Děd

Beroun je svým strategickým umístěním na spojnici Prahy a Plzně již od středověku významnou křižovatkou, místem obchodu i výroby. Po zavedení rychlého spojení s Prahou po dálnici D5 se čím dále tím více stává i součástí příměstské oblasti české metropole, odkud lidé dojíždějí pracovat do Prahy.
Beroun je umístěn v kopcovité krajině na rozhraní chráněných krajinných oblastí Českého krasu a Křivoklátska. Spolu s jeho historickými památkami (jejichž četnost vedla k vyhlášení historického jádra města městskou památkovou zónou v roce 1992) to z něj činí i významné východisko turistických cest.

## Název
Název Beroun je odvozen z německého názvu severoitalského města Verona (Bern, Beronia). Odvozování od slovesa brát je nesprávné (tzv. lidová etymologie).

## Historie
Podle Ottova slovníku naučného jde založení Berouna hluboko do minulosti. Již snad roku 1088, jistě však v roce 1179 zde stávala ves Brod s obyvateli rolníky a rybáři, a na druhé straně řeky v lukách ves Podolí. Zde býval hlavní brod a přívoz na cestě z Prahy k Plzni. Asi za krále Václava I. zbudovali němečtí osadníci nynější město.
Brod je prvně jmenován v listině krále Přemysla Otakara II. z roku 1265. Dle práce předního znalce doby přemyslovských králů profesora Josefa Žemličky je Beroun spojen s fundacemi zakládanými tímto velkým králem. 

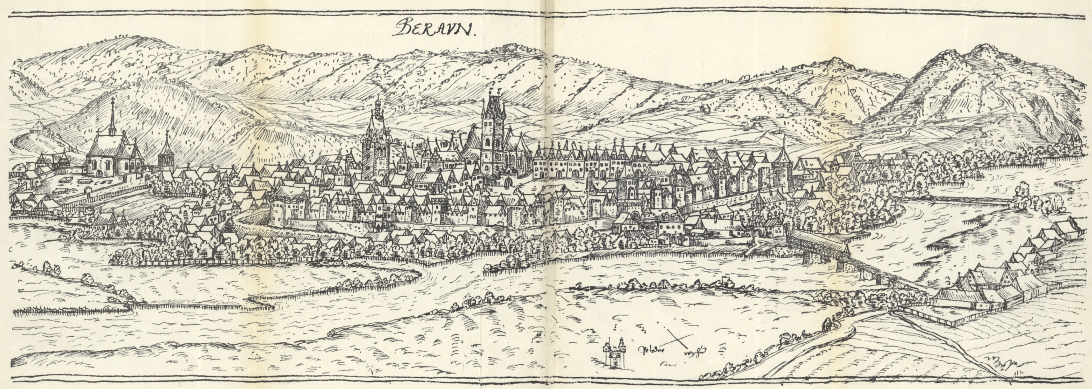
Beroun na rytině Jana Willenberga, asi 1602

V letech 1278–1283, tedy po bitvě na Moravském poli, kde byl Přemysl Otakar II. zabit, město zpustlo a muselo být znovu vybudováno za doby Václava II. Město bylo tehdy silně opevněno (hradby byly vystavěny v první polovině 14. století) a vybaveno dvěma branami. V dubnu 1421 byl Beroun dobyt husitskými vojsky pod vedením Jana Žižky. Význam Berouna opět poklesl po třicetileté válce. Od 18. století se Beroun stal tzv. posádkovým městem, tj. městem, kde byla vojenská hotovost.
V šedesátých letech 19. století se v okolí města začalo s těžbou vápence a postupně se rozvinula i další průmyslová odvětví (průmysl textilní, železárenský). Díky železniční trati z Prahy do Plzně, která prochází údolím Berounky a samozřejmě i městem samotným, se stal Beroun vhodným místem pro zakládání nových průmyslových závodů, a to jak jihozápadním, tak i severovýchodním směrem od města. Vybudovány byly i méně významné železniční trati do Rudné, či do Rakovníka, které rovněž sloužily k dopravě zboží a umocnily tak význam Berouna jako průmyslového města.

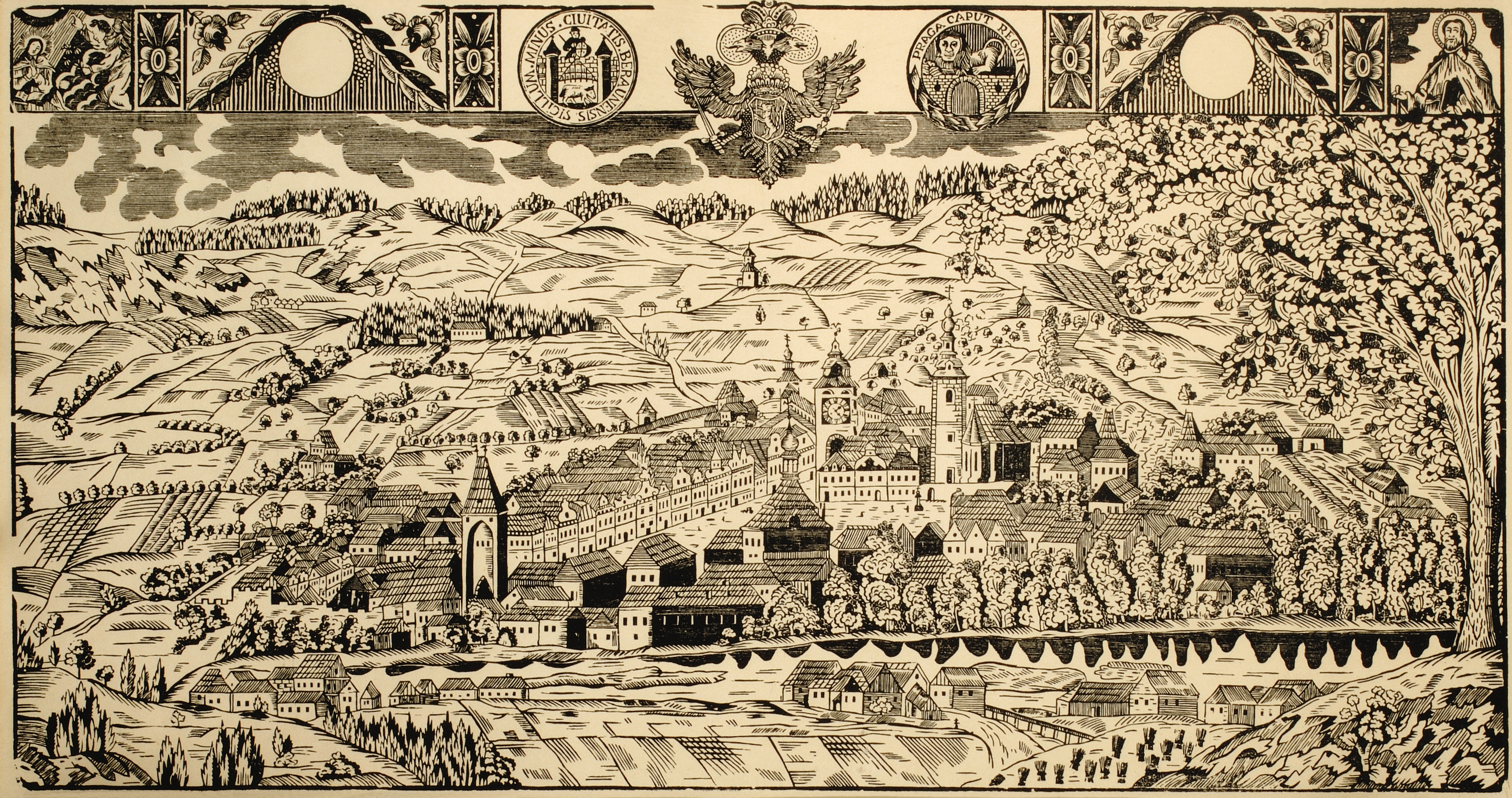
Veduta města Berouna z 20. let 19. století

Za komunistické vlády v druhé polovině 20. století došlo k masivní výstavbě nejprve klasických městských domů, později pak panelových sídlišť a v neposlední řadě i nových průmyslových závodů (např. Železárny a válcovny a velká cementárna v Králově Dvoře). Po správní reformě v roce 1960 Beroun zůstal okresním městem, jedním z několika ve Středočeském kraji. Zrekonstruováno bylo nádraží, které dostalo moderní odbavovací halu i nástupiště. K městu byly připojeny některé okolní obce (např. Králův Dvůr v roce 1980). Toto období se ale do tváře města zapsalo v mnohých směrech negativně. Přestože dopravně bylo Berounu odlehčeno po vybudování dálnice D5 (byť vedené velmi blízko centru města vzhledem k charakteru terénu), během čtyřiceti let komunistického období došlo k likvidaci mnohých památek, drastickému zhoršení životního prostředí i nárůstu dopravy obecně. Nová panelová výstavba nebyla situována pouze na okraji města, podobně jako v mnohých jiných sídlech, ale i v těsném sousedství historického jádra Berouna.

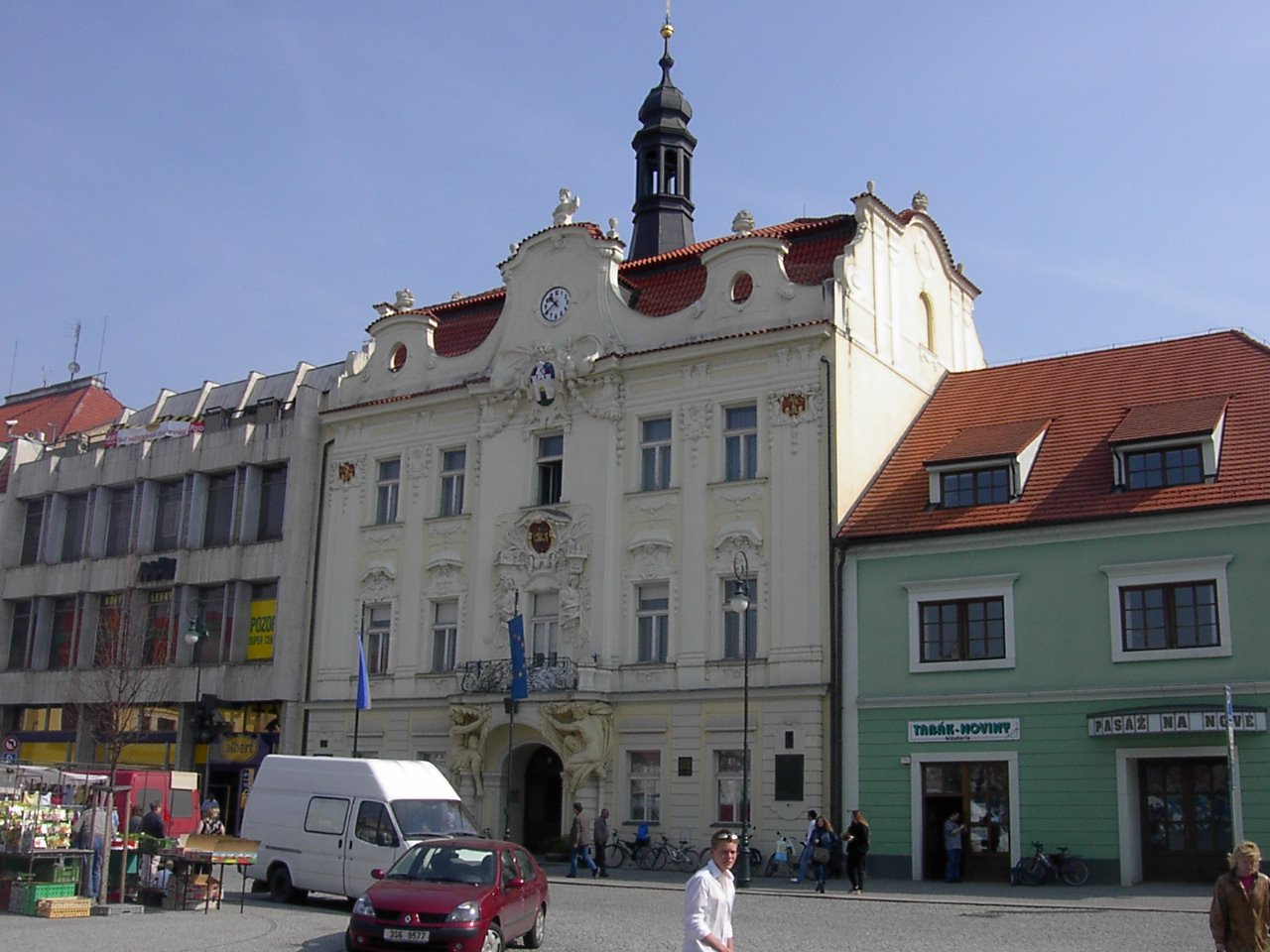
Radnice v Berouně

V listopadu 1990 se odtrhla od Berouna místní část Králův Dvůr, která se nacházela do té doby na jihozápadě města. Význam ekonomický, zejména význam průmyslu byl po roce 1989 potlačen. Tovární výroba byla přeorientována z těžkého průmyslu na lehký a střední (výstavba nové průmyslové zóny). Tradiční těžba vápence v okolí města ale příliš snížena nebyla. Po roce 2000 byl potlačen i význam správní – po zrušení okresních úřadů Beroun přestal být sídlem okresu. Historické jádro města bylo zrekonstruováno; byly opraveny dochované fragmenty hradeb, obě brány (pražská i plzeňská), na hlavním náměstí vznikla pěší zóna. Město opět kulturně ožilo. Nová výstavba, která má nyní charakter hlavně rodinných domů, se soustředila do oblasti mezi Berounem a Královým Dvorem a je doplňována různými logistickými areály, které využívají blízkosti dálnice z Prahy do Plzně (vzniká souměstí Beroun – Králův Dvůr).

### Územněsprávní začlenění

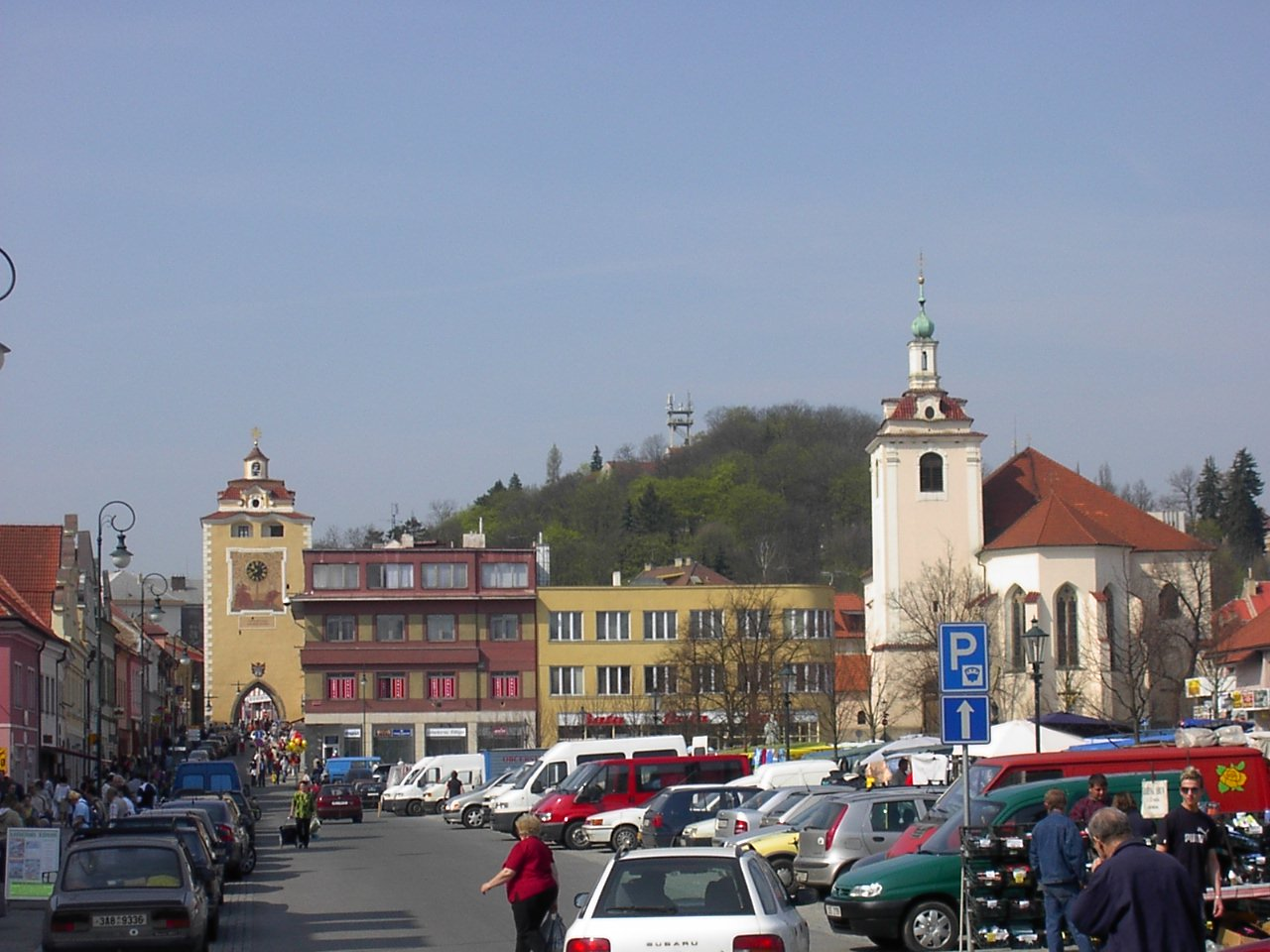
Husovo náměstí s kostelem sv. Jakuba a Plzeňská brána v Berouně

Dějiny územněsprávního začleňování zahrnují období od roku 1850, kdy zanikl dřívější Berounský kraj, do současnosti. V chronologickém přehledu je uvedena územně administrativní příslušnost obce v roce, kdy ke změně došlo:
- 1850 země česká, kraj Praha, politický okres Smíchov, soudní okres Beroun[7]
- 1855 země česká, kraj Praha, soudní okres Beroun
- 1868 země česká, politický okres Hořovice, soudní okres Beroun
- 1936 země česká, politický i soudní okres Beroun[8]
- 1939 země česká, Oberlandrat Kolín, politický i soudní okres Beroun[9]
- 1942 země česká, Oberlandrat Praha, politický i soudní okres Beroun[10]
- 1945 země česká, správní i soudní okres Beroun[11]
- 1949 Pražský kraj, okres Beroun[12]
- 1960 Středočeský kraj, okres Beroun
- 2003 Středočeský kraj, okres Beroun, obec s rozšířenou působností Beroun

### Rok 1932
Ve městě Beroun (13 143 obyvatel) byly v roce 1932 evidovány tyto živnosti a obchody:
- Instituce: okresní soud, berní úřad, důchodkový kontrolní úřad, četnická stanice, poštovní úřad, telegrafní úřad, telefonní úřad, kostely (2 katol., 2 evang., českosl., synagoga), okr. veř. všeob. nemocnice, městský chudobinec, státní reálné gymnázium, obchodní akademie, hospodářská škola, odborná škola textilní, odborná škola zahradnická, odborná škola krejčovská, dívčí rodinná škola, okr. doplňovací velitelství, pěší pluk 38.
- Živnosti a průmysl: obchodní grémium, společenstvo spojených řemesel, společenstva krejčích, obuvníků, řezníků, hostinských, malířů, truhlářů a příbuzných odvětví, továrna na asfaltocementovou břidlici (eternit), Králodvorská cementárna, 4 cihelny, cukrovar Pečecké rafinerie cukru, elektrárna města Berouna, isolační závod, 4 mlýny, 3 pily, 2 pískovny, továrna na kuličková ložiska, továrna na nábytek, Pivovar právovarečného měšťanstva, továrna na hospodářské stroje, továrna na pekařské stroje, továrna na těstové zboží, tkalcovna bavlněného zboží, 2 vápenky, 2 velkostatky.
- Služby (výběr): 7 lékařů, 2 zubní lékaři, 2 zvěrolékaři, 5 advokátů, notář, 2 autodílny, Česká průmyslová banka v Berouně, Středočeská banka v Příbrami, 2 biografy (Excelsior, Sokol), 6 časopisů, 4 drogerie, 4 fotoateliéry, 2 geometři, 5 hodinářů, 23 hostinců, 6 hotelů (Černý kůň, Český dvůr, Grünwald, Pek, Plzeňka, Tři koruny), 2 hudební školy, 2 kavárny (Sport, U černého koně), 2 knihkupectví, 2 lékárny, optik, 10 restaurací, Městská spořitelna, Okresní hospodářská záložna, Úvěrní ústav, Živnostenská záložna, 7 stavitelů, vinárna, zlatník, 2 zubní ateliéry, 3 železářství.

V obci Hostim (230 obyvatel, samostatná obec se později stala součástí Berouna) byly v roce 1932 evidovány tyto živnosti a obchody: výroba cementového zboží, fotoateliér, kamenný lom, 2 hostince, mlýn, 2 obchody se smíšeným zbožím, trafika, velkostatek.

## Obyvatelstvo
Podle sčítání 1921 zde žilo v 969 domech 11 448 obyvatel, z nichž bylo 5 558 žen. 11 113 obyvatel se hlásilo k československé národnosti, 135 k německé a 11 k židovské. Žilo zde 6 969 římských katolíků, 220 evangelíků, 232 příslušníků Církve československé husitské a 133 židů. Podle sčítání 1930 zde žilo v 1 483 domech 13 118 obyvatel. 12 725 obyvatel se hlásilo k československé národnosti a 273 k německé. Žilo zde 7 362 římských katolíků, 300 evangelíků, 210 příslušníků Církve československé husitské a 113 židů.
| Rok            | 1869  | 1880  | 1890  | 1900   | 1910   | 1921   | 1930   | 1950   | 1961   | 1970   | 1980   | 1991   | 2001   | 2011   | 2021   |
| -------------- | ----- | ----- | ----- | ------ | ------ | ------ | ------ | ------ | ------ | ------ | ------ | ------ | ------ | ------ | ------ |
| Počet obyvatel | 5 167 | 6 331 | 7 872 | 10 402 | 11 906 | 12 107 | 13 917 | 13 802 | 16 134 | 17 805 | 17 387 | 18 005 | 17 459 | 18 819 | 20 551 |
| Počet domů     | 470   | 557   | 613   | 780    | 962    | 1 083  | 1 631  | 2 172  | 2 348  | 2 445  | 2 262  | 2 495  | 2 550  | 2 928  | 3 269  |

Věková struktura obyvatel obce Beroun roku 2011
Rodinný stav obyvatel obce Beroun roku 2011
Vzdělání obyvatel obce Beroun roku 2011

## Pamětihodnosti

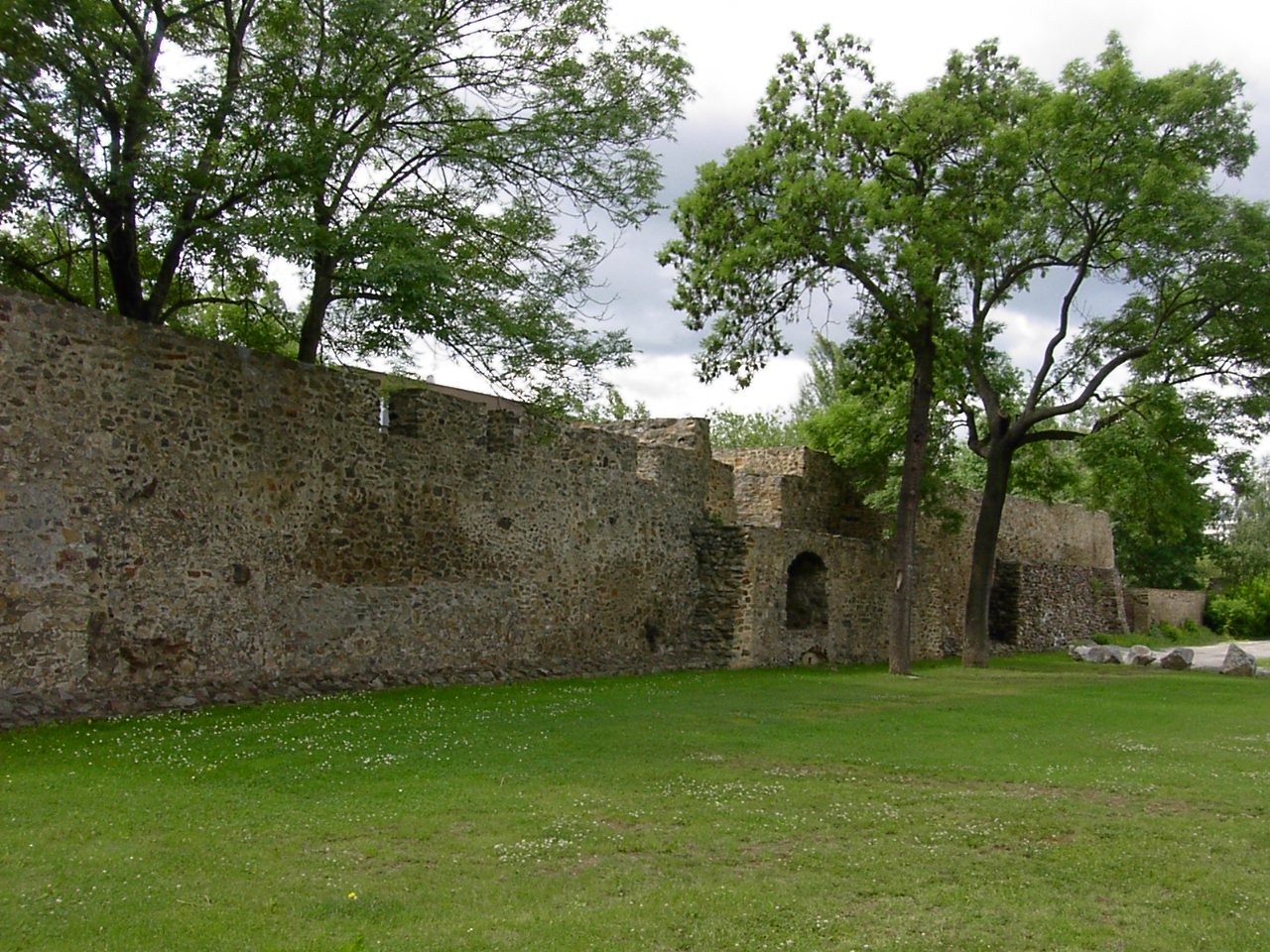
Zachovalé zbytky hradeb v Havlíčkově ulici

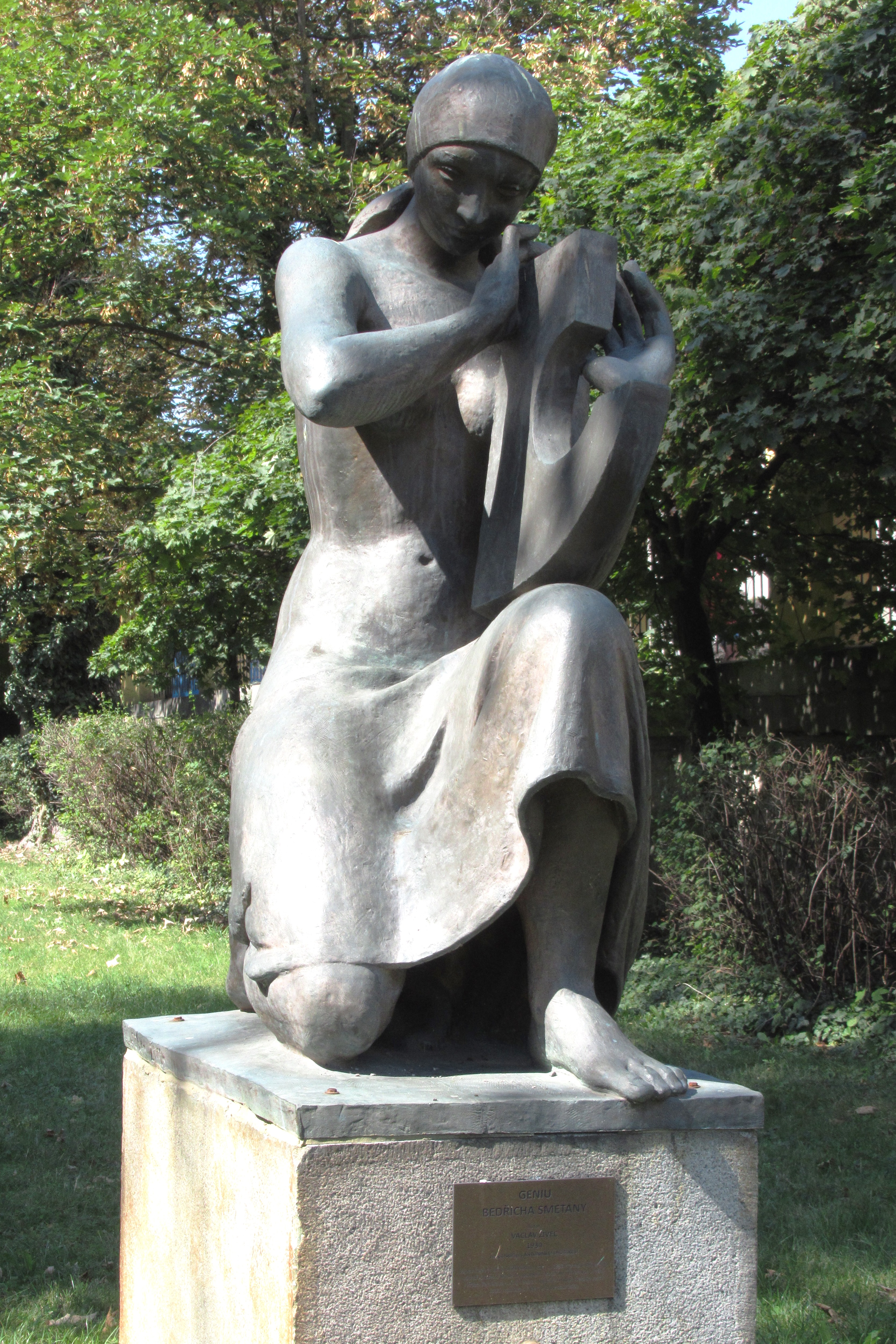
Alegorie hudby v Pakostově sadu; podle skici Václava Živce, jemuž modelem seděla studentka hořovického učitelského ústavu Václava Kryštůfková

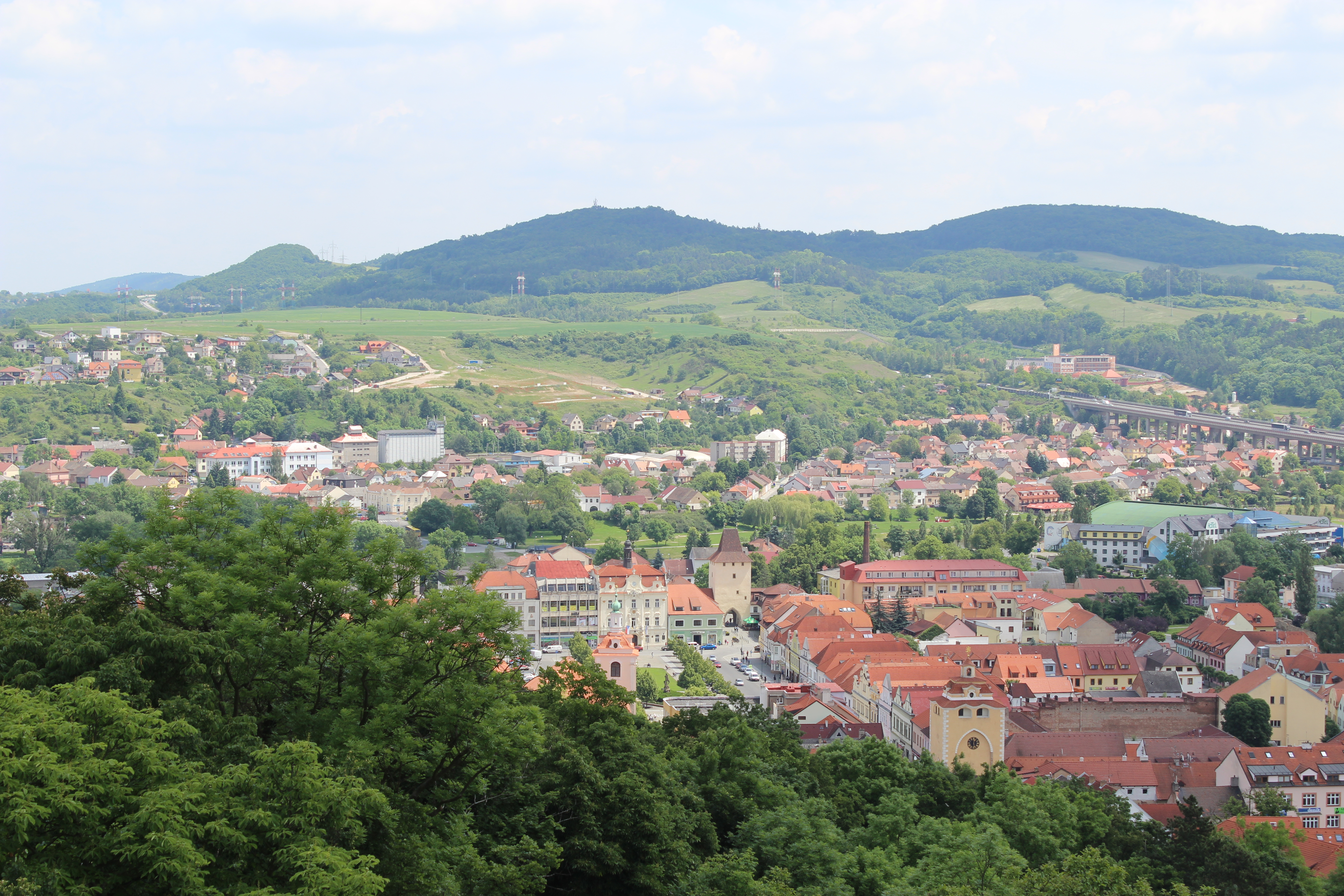
Pohled na Beroun z rozhledny Městská hora

Zachovaly se zbytky berounského hradebního opevnění: dvě brány (Pražská a Plzeňská) a zbytky hradeb. Dominantou centrálního Husova náměstí je původně gotický farní kostel svatého Jakuba. Na dolním konci náměstí stojí budova radnice, která byla v roce 1903 přestavěna podle plánů Františka Coufala v novobarokním stylu.
Zajímavé jsou i některé další domy na náměstí a v jeho blízkém okolí a filiální – původně hřbitovní – kostel Zvěstování Páně. Novorenesanční Duslova vila z konce 19. století (architekt Antonín Wiehl) dnes slouží jako městská galerie.
Na severním okraji Berouna u studánky, podle níž se lokalita nazývá, byla roku 1724 postavena kaple Panny Marie Bolestné. Během reforem Josefa II. byla zrušena a roku 1893 znovu obnovena a přestavěna v novogotickém stylu podle návrhu Josefa Mockera. Významné osobnosti moderních dějin spojené s Berounem jsou pohřbeny na městském hřbitově.

## Příroda

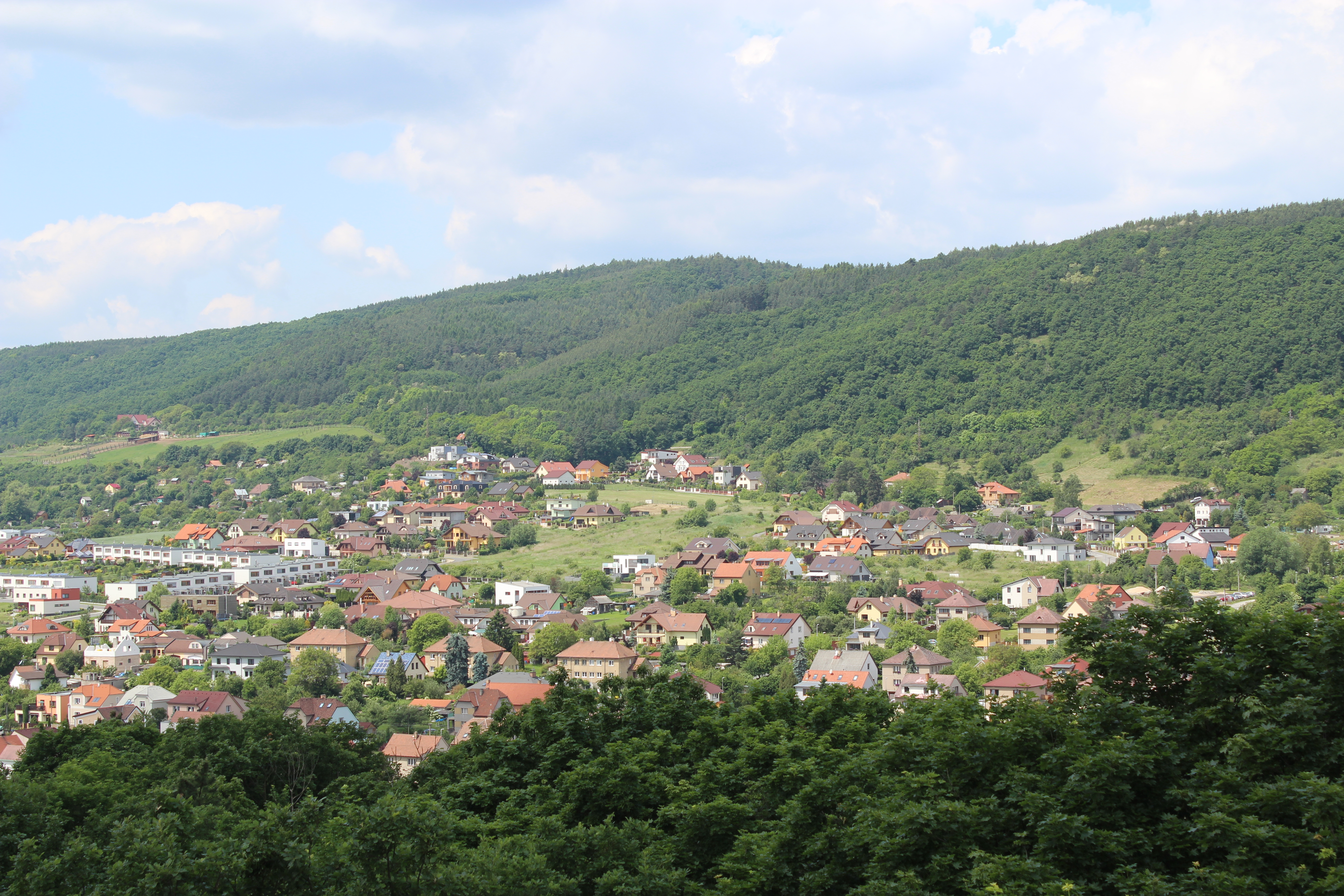
Lesy v okolí vrchu Děd

Město je prakticky ze všech stran obklopeno kopci a lesy. Krajinou prochází řada značených turistických stezek (blízké výletní cíle jsou například Karlštejn, Svatý Jan pod Skalou, Koněprusy, Tetín, Hudlice, Nižbor).
Nedaleko centra se nachází zalesněný kopec Městská hora s rozhlednou. Na tomto kopci se také nachází výběh, v němž město chová už pouze jednoho medvěda, původně medvíďata známá z televizních večerníčků. (Medvěd je ve znaku Berouna, proto město sponzoruje chov těchto zvířat.) Dále se nachází například vrch Děd s rozhlednou, ze které však je vzhledem k vzrostlému lesu směrem k Berounu jen omezený rozhled.
Městem protékají tři vodní toky, řeka Berounka, říčka Litavka a Vrážský potok. Město je proto vystaveno občasným povodním (poslední velká povodeň zde byla v létě roku 2002). Voda v Berounce je vhodná ke koupání, nad městem se nacházejí různá koupaliště, například jez v Hýskově.

## Školství
Ve městě se nachází čtyři základní školy. Střední stupeň vzdělání je zastoupen těmito institucemi: Soukromá střední odborná škola cestovního ruchu Beroun, Obchodní akademie, Střední pedagogická škola a Jazyková škola s právem státní jazykové zkoušky|Obchodní akademie a Střední pedagogická škola, Gymnázium Joachima Barrande Beroun, Střední zdravotnická škola Beroun, Střední odborná škola a Střední odborné učiliště Beroun-Hlinky|SOŠ a SOU Beroun-Hlinky a Manažerská akademie Beroun|Manažerská akademie.

## Kultura

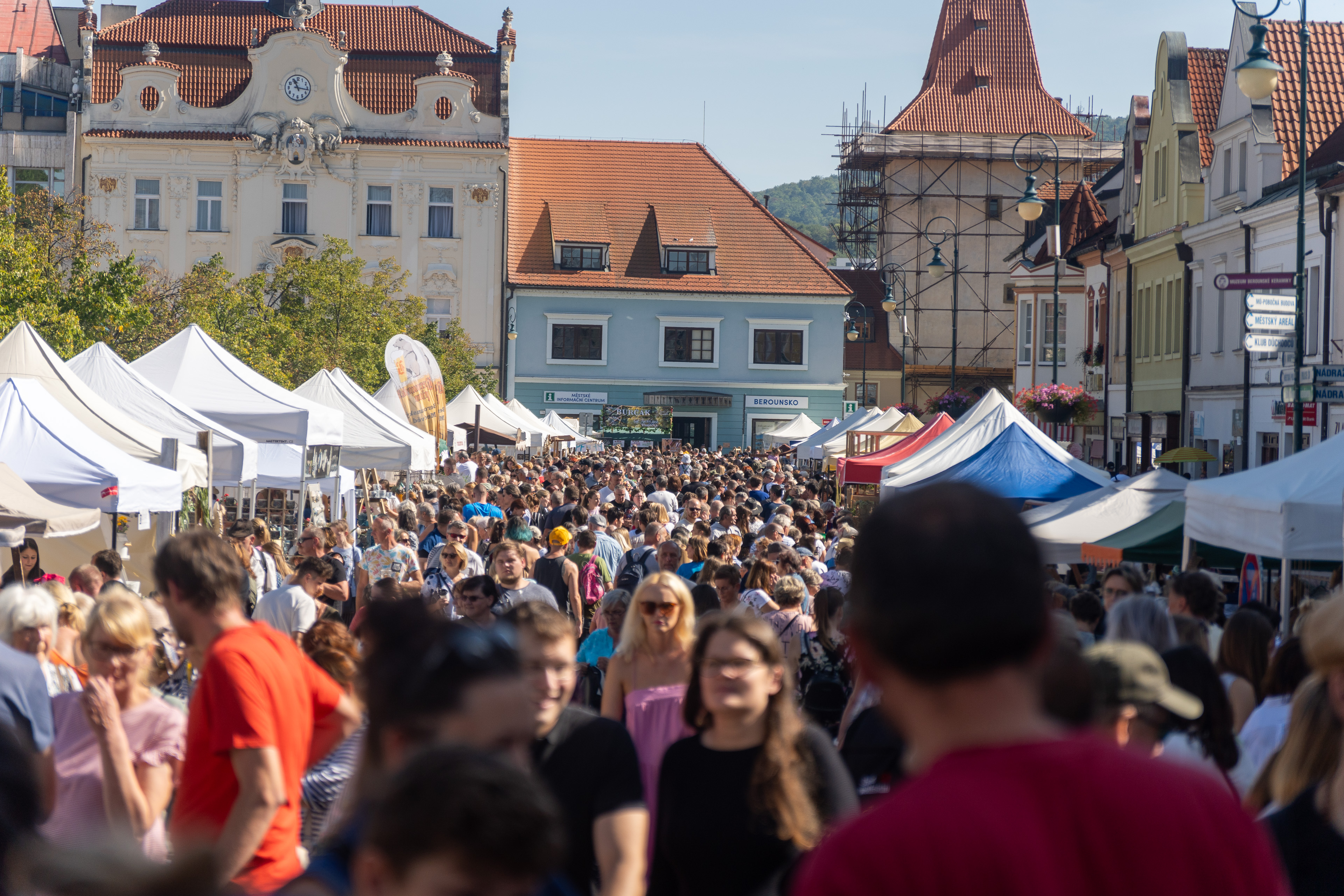
Hrnčířské trhy v Berouně

Od roku 2005 se ve městě na konci léta pořádá hudební festival nazvaný Berounské Letorosty. Celostátní význam mají také každoročně pořádané hrnčířské trhy. Známý je i mezinárodní hudební festival Talichův Beroun. K tradičním akcím se již také řadí happening Čekání na tramvaj.

## Sport
V Berouně působí:
- hokejový klub HC Berounští Medvědi
- hokejbalový klub Sk Kelti 2008
- fotbalové kluby SK Cembrit Beroun-Závodí a Český lev – Union Beroun
- plavecký klub – TJ Lokomotiva Beroun

Pro účely plaveckého sportu město provozuje aquapark Tipsport laguna a venkovní koupaliště na Sídlišti, oba areály disponují bazény s délkou 25 metrů.

## Doprava

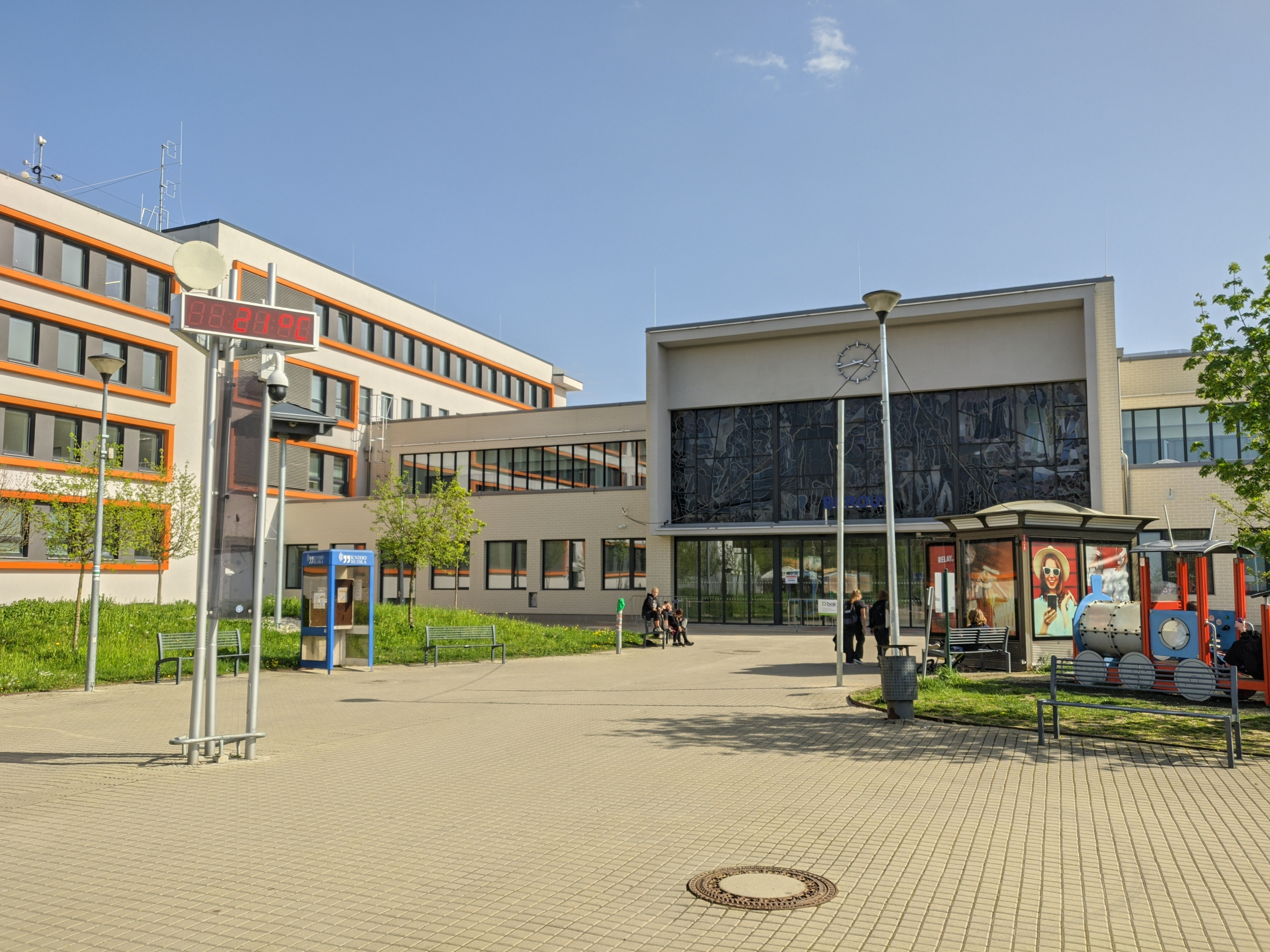
Nádraží v Berouně (po rekonstrukci)

### Dopravní síť
Beroun vždy ležel na významném dopravním tahu z Prahy přes Plzeň do Bavorska.
Městem prochází dálnice D5 s exitem 14 (Beroun-východ) a s exitem 18 (Beroun-centrum). Exit 22 (Beroun-západ) je už na území Králova Dvora. Dálnice v roce 1985 odvedla z centra města tranzitní dopravu, ale také zároveň velmi necitlivě zpřetrhala vazby skoro v centru města a vytvořila jenom svou existencí plno odpudivých zákoutí. Město protínají silnice II/605 Praha – Beroun – Žebrák – Plzeň, silnice II/116 Lány – Beroun – Řevnice – Mníšek pod Brdy – Nový Knín a II/118 Slaný – Kladno – Beroun – Zdice – Příbram.
Město Beroun je se stanicí Beroun důležitým železničním uzlem Středočeského kraje, prochází jím 3. železniční koridor, tedy Praha – Plzeň – Cheb. V Berouně také začíná trať Beroun–Rakovník a trať Praha – Rudná u Prahy – Beroun. Železniční trať Praha – Plzeň je dvoukolejná elektrizovaná celostátní trať zařazená do evropského železničního systému, součást 3. koridoru, doprava z Prahy do Plzně byla zahájena roku 1862. Železniční trať Beroun – Rakovník je jednokolejná celostátní trať, doprava na ní byla zahájena roku 1876. Železniční trať Praha – Rudná u Prahy – Beroun je jednokolejná celostátní trať, doprava z Rudné do Berouna byla zahájena roku 1897. Na území města leží odbočná železniční stanice Beroun s „moderní“ nádražní budovou dokončenou v roce 1972 a odbočná železniční stanice Beroun-Závodí.

### Veřejná doprava 2011
Autobusové linky vedly do těchto míst: Branov, Hořovice, Hostomice, Kladno, Praha, Příbram, Radnice, Skryje, Strašice, Unhošť, Zbiroh, Zdice. Městem projížděly dálkové autobusové linky do těchto cílů: Domažlice, Klatovy, Plzeň, Praha, Tachov, Železná Ruda. Městská hromadná doprava je zajišťována autobusy, které provozuje společnost PROBO BUS. Některé linky zajíždějí i do sousedního města Králův Dvůr.
Po trati 170 z Berouna odjížděly v pracovních dnech 4 páry expresů, 21 párů rychlíků a 19 párů osobních vlaků, o víkendu 4 páry expresů, 19 párů rychlíků a 17 párů osobních vlaků. Po trati 171 vede linka S7 (Úvaly – Praha – Beroun) v rámci pražského systému Esko. Do Berouna od Prahy po trati 171 jezdily v pracovních dnech 4 páry expresů, 21 párů rychlíků a 28 párů osobních vlaků, o víkendu 4 páry expresů, 19 párů rychlíků a 27 párů osobních vlaků. Po trati 173 vede linka S6 (Praha – Rudná u Prahy – Beroun) v rámci pražského systému Esko. Mezi Nučicemi a Berounem po trati 173 jezdilo v pracovních dnech 7 párů osobních vlaků, o víkendu 5 párů osobních vlaků. Po trati 174 do Rakovníka projíždělo v pracovních dnech 12 párů osobních vlaků, o víkendu 10 párů osobních vlaků.

### Parkování

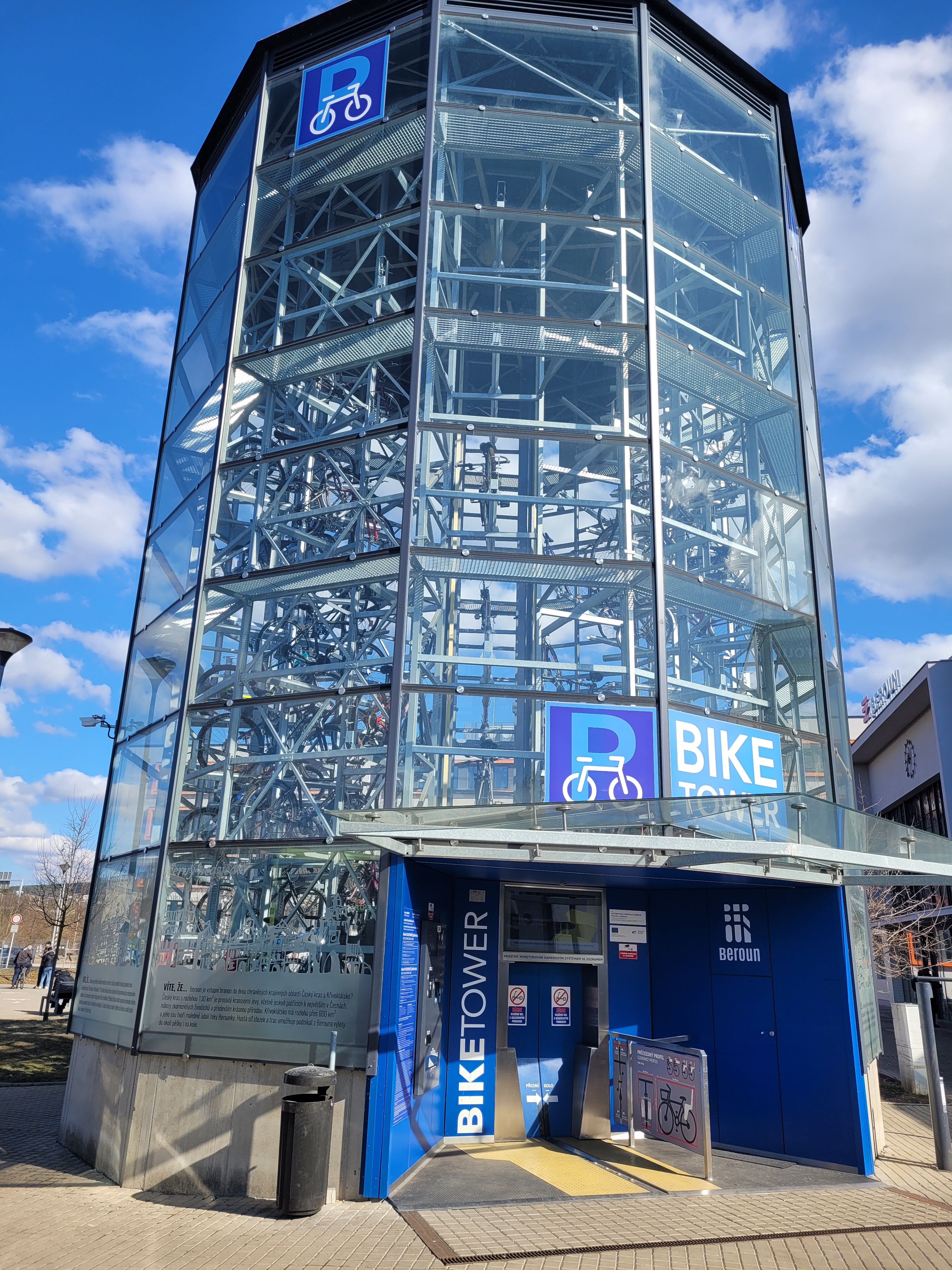
Cyklověž v Berouně před nádražím

Před budovou nádraží stojí vedle parkoviště pro automobily od roku 2020 i cyklověž – parkovací dům pro cyklisty. Kolo lze v této úschovně kdykoliv uložit za poplatek 5,- na 24 hodin.

## Zdravotnictví
Na východní hranici města se nachází jedna ze dvou nemocnic v okrese (druhá je v Hořovicích). Její stavba byla zahájena v srpnu 1927 a slavnostně byla otevřena 1. prosince 1929. Nedaleko leží výjezdové stanoviště zdravotnické záchranné služby. Přímo ve městě se nachází několik zdravotnických středisek a jednotlivé ordinace lékařů všech základních odborností.

## Části města

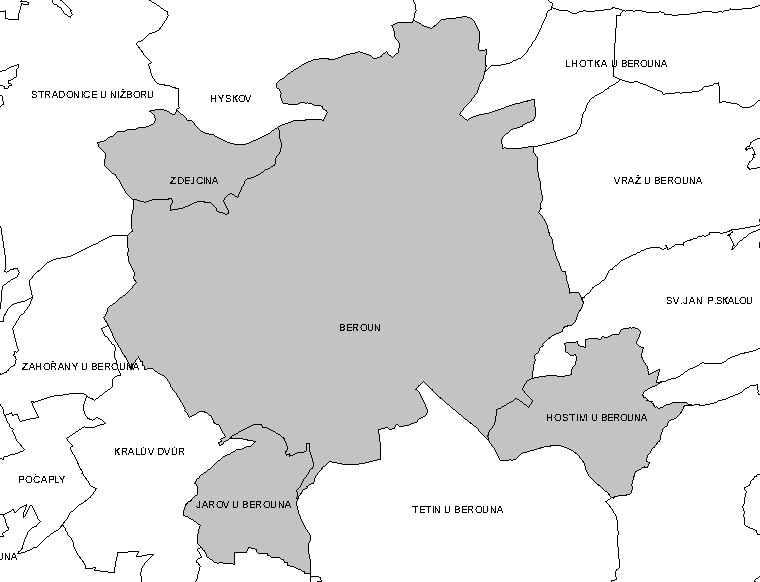
Katastrální členění Berouna

Ve středověku se město uvnitř hradeb podle zápisů v nejstarší městské knize smluv z let 1483–1554 dělilo na čtyři čtvrti, jež nesly názvy významných staveb nebo národností měšťanů: v severní části města čtvrti Zákostelecká a Česká, v jižní části Německá a Klášterecká.
K městu již od středověku patřila i tři předměstí: před Plzeňskou bránou Horní předměstí, před Pražskou bránou Dolní předměstí a před Českou fortnou, do níž ústila Česká ulice, Hrnčířské předměstí. V druhé polovině 18. století bylo Hrnčířské a Horní předměstí spojeno. V době očíslování domů a soupisu obyvatel roku 1770 se Horní předměstí nazývá Plzeňským předměstím a Dolní předměstí Pražským předměstím. Pro Pražské předměstí se stále více ujímá název Závodí, podle polohy za řekou. V roce 1898 městská rada dala nové čtvrti za cukrovarem a železničním nádražím název Příbramské předměstí, vedle úředního názvu se užívalo i lidové pojmenování Zavadilka podle místní hospody Na Zavadilce. V roce 1954 byly městské čtvrti označeny čísly.
Roku 1964 byly k městu připojeny obce Jarov a Zdejcina. V roce 1980 byly připojeny obce Hostim, Králův Dvůr, Levín, Trubín a Zahořany, 25. listopadu 1990 se od Berouna obce Králův Dvůr s Levínem, Trubín a Zahořany odloučily.
Od té doby se město skládá ze čtyř katastrálních území a sedmi evidenčních částí:
- Beroun (části Beroun-Centrum, Beroun-Město, Beroun-Zavadilka, Beroun-Závodí)
- Jarov u Berouna (Beroun-Jarov)
- Zdejcina (Beroun-Zdejcina)
- Hostim u Berouna (Beroun-Hostim)

## Správní území

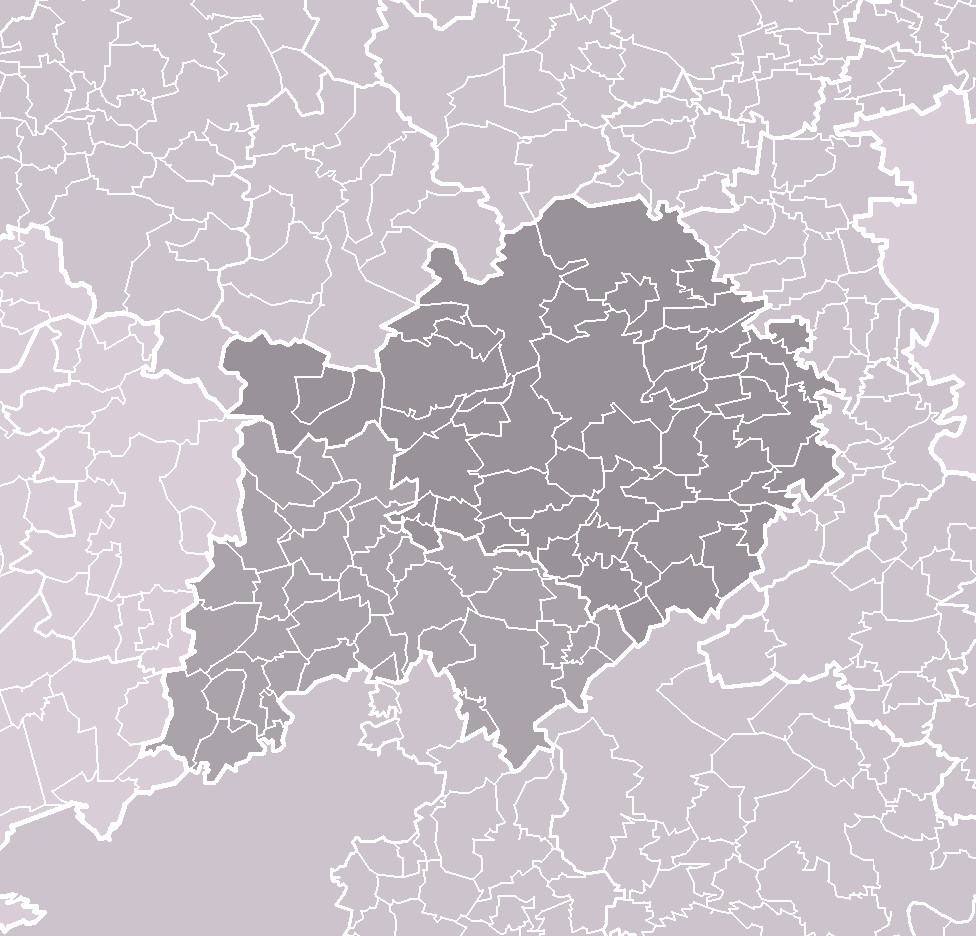
Správní obvod ORP Beroun zaujímá severovýchodní polovinu okresu Beroun

Beroun byl dříve okresním městem, v současnosti je obcí s rozšířenou působností a pověřeným obecním úřadem. Okres Beroun ale stále existuje a skládá se z 85 obcí, správní obvod obce s rozšířenou působností z 48 obcí. Stále zde také působí okresní soud a okresní státní zastupitelství. Sousedními obcemi sídla jsou Vráž, Svatý Jan pod Skalou, Tetín, Železná, Nižbor, Srbsko, Králův Dvůr, Koněprusy, Chyňava, Hýskov a Bubovice.

## Symboly města
Znak města: Na modrém štítě je stříbrná kvádrová hradební zeď s cimbuřím o pěti stínkách se širokou otevřenou branou s vytaženou zlatou mříží. Po stranách brány jsou dvě nevysoké okrouhlé, z kvádrů budované věže, každá s jedním oknem a s cimbuřím o třech stínkách, rovněž stříbrné, s červenými špičatými střechami a zlatými makovicemi. Nad branou mezi věžemi vystupuje z cimbuří muž v brnění přirozené barvy s taseným mečem v pravici a štítem v levici. Jeho štít je červený se stříbrným českým lvem. Pod padací mříží v bráně je hnědý medvěd na šedočerné skalnaté půdě, kráčející doleva.
Vlajka byla městu udělena rozhodnutím předsedy Poslanecké sněmovny Parlamentu České republiky dne 8. října 2001.

## Zajímavosti
V Berouně se natáčel televizní seriál Muž na radnici. V seriálu neslo město jméno Kunštát.
Podle města byl pojmenován stratigrafický stupeň beroun, který přibližně odpovídá caradoku.

## Pověsti[25]

##### Příběh o založení města
Nejstarší pověsti o založení Berouna zaznamenal v roce 1541 v Kronice české Václav Hájek z Libočan. Ten tvrdí, že první město u významného brodu postavil Slavoš, manžel kněžny Tetky z nedalekého hradiště Tetína. Podle zakladatele bylo nazváno Slavošov. Později však nové město postihly povodně a mor, takže obyvatelé odtud uprchli. Útočiště našli u hradu Hýskova. Ve vylidněném, rozpadajícím se městě, sídlila jen divá zvěř a lupiči, kteří přepadali při brodění řekou nic netušící pocestné a obírali je o veškerý majetek. Proto se začalo říkat, že Slavošov na řece Mži se proměnil v hrozný „beroun“.

##### Pověst o Klepáčkovi
Při novobarokní přestavbě radnice se dočkala zpodobnění také nejznámější postava berounských pověstí – Klepáček, jejíž plastiku mohou příchozí do budovy radnice spatřit ve vstupní chodbě. Skřítek, který svou přítomnost projevoval vždy klepáním na zeď, byl odpůrcem nespravedlnosti, falše a nepoctivosti. Trestal nepoctivé úředníky a řemeslníky, kteří rozkrádali obecní jmění nebo odváděli špatnou práci. Zároveň vyváděl i neuvěřitelné šprýmy.
A kde se tu vzal? Za jedné z válek zajali nepřátelští vojáci berounského purkmistra a nutili ho, aby jim prozradil, kam ukryl obecní pokladnu. On však vytrvale odolával jejich nátlaku, nezlomilo ho ani bití, ani kruté mučení. Nakonec ho rozlícení vojáci přivázali za koně a nechali ho vláčet tak dlouho, až vypustil duši. To se událo v domě u Podlešských vedle radnice a dlouho prý byly na dvoře znát krvavé skvrny, které nešly nijak smýt. Poklad zůstal neobjeven, zazděn kdesi ve sklepích radnice, ale duch poctivého purkmistra ho pořád střeží. A hlídá i všechno ostatní obecní jmění, dbá také na spravedlivé rozhodování konšelů, nenávidí hádky, křivdy, úplatky, podvody a intriky. To hned začne vztekle bušit do stěny...

## Známé osobnosti

### Rodáci
- Dominik Zafouk (1798–1875), kovolitec a modelér hořovické slévárny
- Čeněk Šercl (1843–1906), lingvista a polyglot
- Jiří Prošek (1847–1905), železniční inženýr, bojovník za osvobození Bulharska od osmanské poroby
- Alois Herout (1860–1943), pedagog a tvůrce českého těsnopisu
- Alois Čenský (1868–1954), architekt, profesor pozemního stavitelství na Českém vysokém učením technickém v Praze
- Josef Omáčka (1869–1939), varhaník a hudební skladatel
- Alexandr Kantor (1871–1929), herec, režisér a dramatik
- Zdeněk Pštross (1885–1954), architekt, vysokoškolský profesor antické architektury na Českém vysokém učení technickém v Praze
- Václav Živec (1893–1982), pedagog, malíř, ilustrátor, sochař, grafik, scénograf, výtvarný kritik
- Karel Svoboda (1897–1985), československý legionář, v období druhé světové války příslušník československé armády v zahraničí, generál
- František Branislav (1900–1968), básník, spisovatel, překladatel
- Vladimír Leraus (1905–1991), herec
- Vladimír Bednář (*1948) hokejista, olympijský medailista (bronz Sapporo 1972), trenér
- Jan Šinágl (* 1952), antikomunistický aktivista a publicista
- Leoš Mareš (* 1976), moderátor, producent
- Martin Růžička (* 1985), hokejista, mistr světa (Německo 2010)
- Karel Hromas (* 1986), hokejista, Piráti Chomutov
- Tomáš Macháč (* 2000), tenista, olympijský medailista (zlato Paříž 2024)
- Mathias Vacek (* 2002), silniční cyklista

### Ostatní osobnosti
- Josef Jungmann (1773–1847), obrozenec a lingvista, studoval v Berouně
- Jan Preisler (1872–1918), akademický malíř a vysokoškolský profesor
- Václav Talich (1883–1961), dirigent
- Josef Baše (1897–1943), velitel Obrany národa v Berouně, popravený nacisty
- Marta Krásová (1901–1970), operní zpěvačka
- Heda Průchová (1904–1997), spisovatelka, básnířka, textařka
- Jan Schneeweis (1904–1995), hudební skladatel
- Viktor Palivec (1908–1989), knihovník a bibliograf, historik, heraldik, spisovatel
- František Nepil (1929–1995), spisovatel
- Jiří Fischer (* 1980), hokejista, mistr světa (Rakousko 2005), 2× vítěz Stanley Cupu (Detroit Red Wings)
- Patrik Pařízek (* 1988), historik umění, starožitník

## Partnerská města
- Brzeg, Polsko
- Goslar, Německo

## Fotogalerie

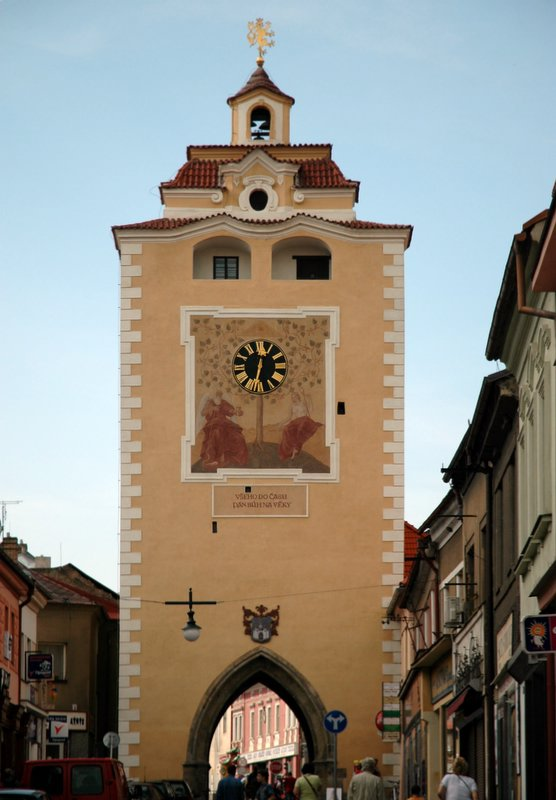
Plzeňská brána
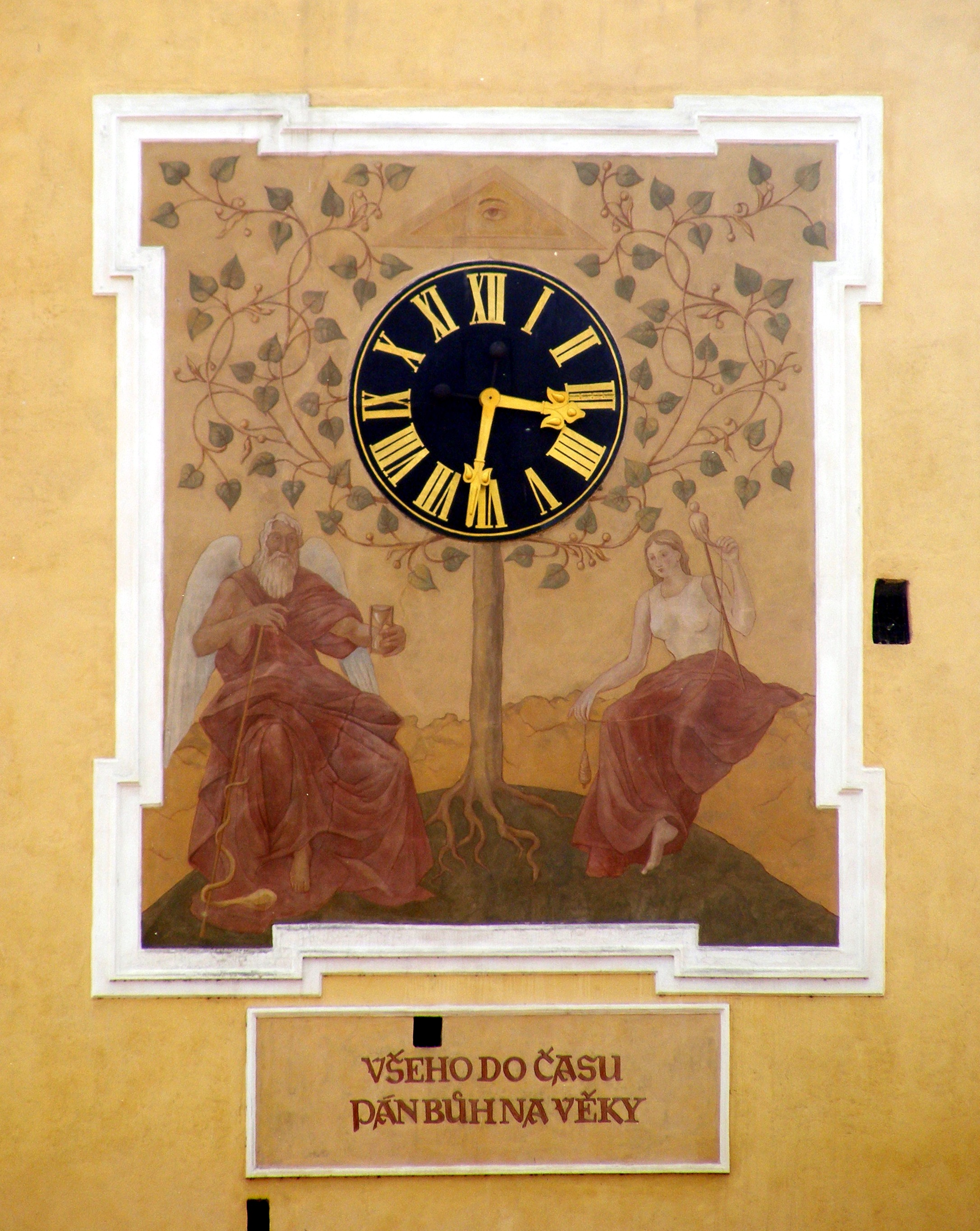
Malba Plzeňské brány
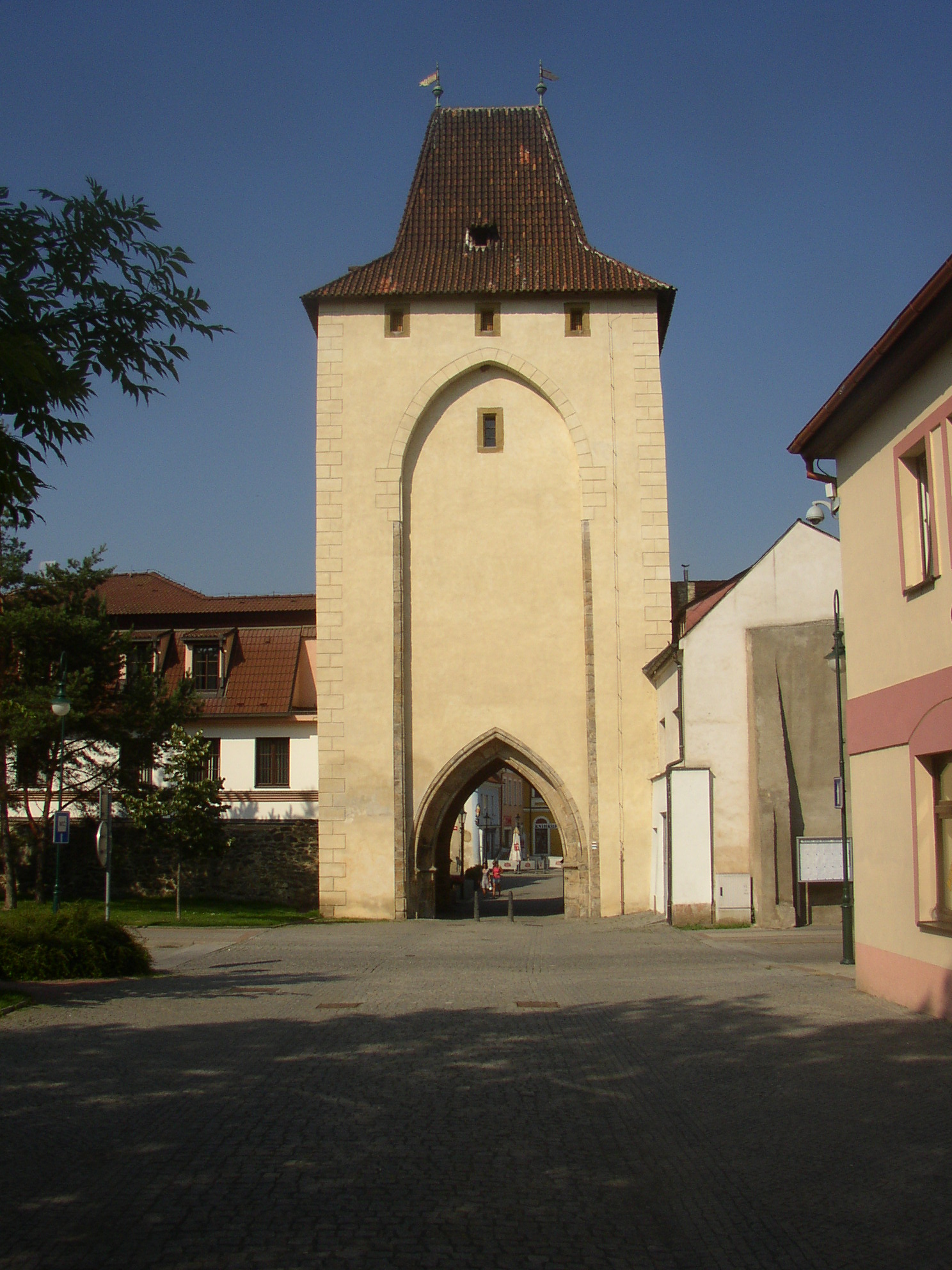
Pražská brána
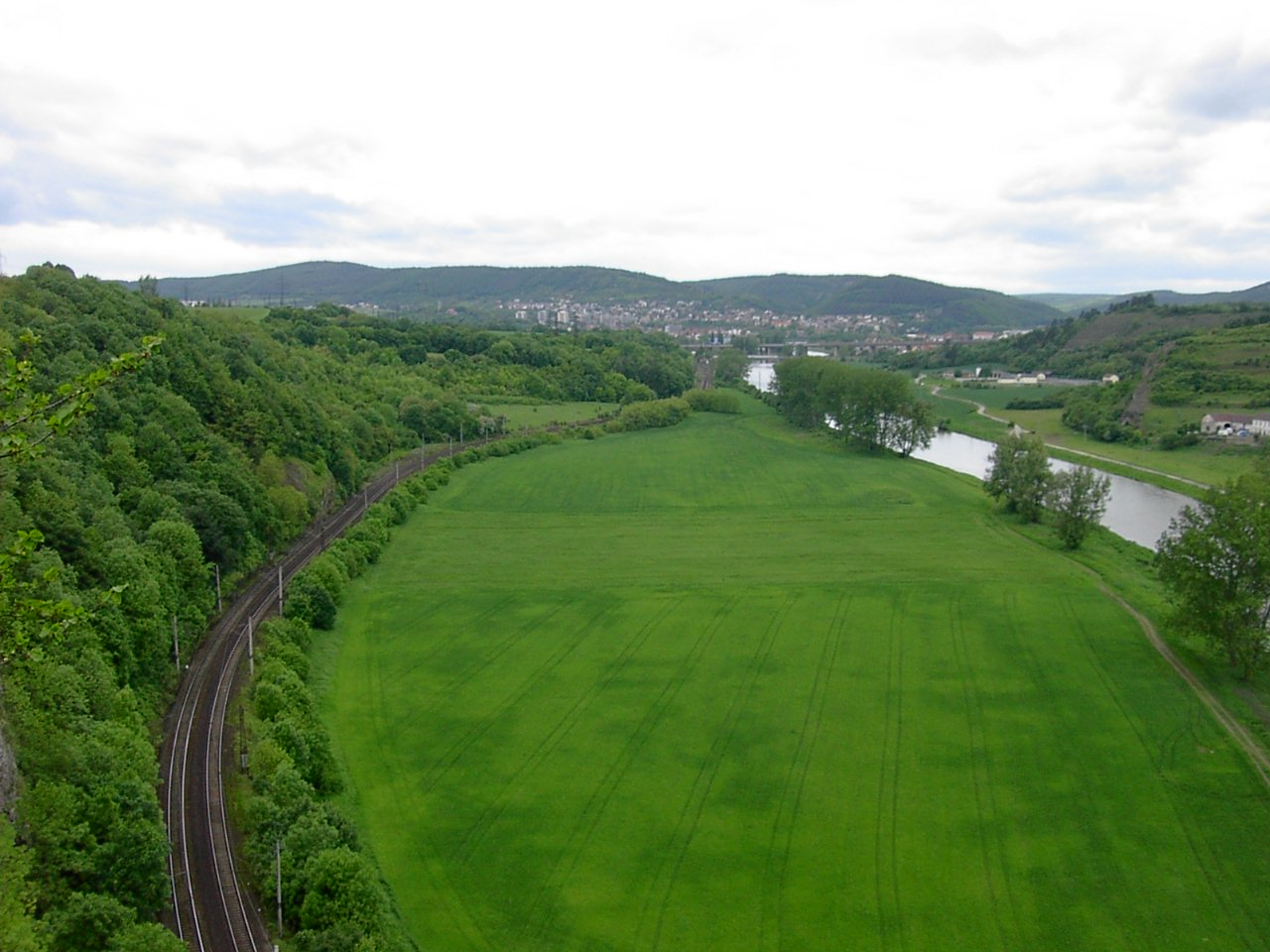
Pohled na Beroun a Berounku z Tetínské skály